# Драгун, Владимир
Владимир Драгун (латыш. Vladimirs Draguns; 13 декабря 1972) — латвийский футболист, полузащитник, тренер. Выступал за сборную Латвии.

## Биография
До распада СССР выступал в чемпионате Латвийской ССР среди КФК за второй состав рижской «Пардаугавы». В 1992 году стал игроком основного состава «Пардаугавы» и провёл все 22 матча в первом сезоне чемпионата Латвии после восстановления независимости. Стал автором одного из первых хет-триков чемпионата — 13 июня 1992 года в матче против лиепайской «Олимпии» (5:1).
В 1993 году перешёл в сильнейший латвийский клуб того периода — рижский «Сконто», в его составе стал чемпионом страны 1993 года. Весной 1994 года нерегулярно играл за «Сконто» и его фарм-клуб «Интерсконто», также игравший в высшей лиге. Осенью 1994 года выступал в высшей лиге Эстонии за «Таллинна Садам».
После возвращения в Латвию играл за рижские «Амстриг» и РАФ/«Университате». В составе последнего стал обладателем Кубка Латвии 1996 года, в финальном матче против «Сконто» (2:1) забил решающий гол в ополнительное время.
С 1997 года в течение пяти сезонов выступал за «Металлург» (Лиепая), провёл более 100 матчей. Неоднократно становился призёром чемпионата страны. В 2002 году играл за аутсайдера высшей лиги рижскую «Ауду». В сезоне 2002/03 провёл 6 матчей в чемпионате Словакии за «Артмедиа», ставший серебряным призёром чемпионата.
Всего в высшей лиге Латвии сыграл 221 матч и забил 36 голов. Принимал участие в играх еврокубков (не менее 9 матчей).
В национальной сборной Латвии дебютировал 26 июня 1998 года в товарищеском матче против Андорры, отыграв все 90 минут. Всего за сборную сыграл 3 матча, все — в 1998 году, все — товарищеские.
По состоянию на 2012 год тренировал клуб первой лиги Латвии «Варавиксне» (Лиепая). Имел тренерскую лицензию «А».

## Достижения
- Чемпион Латвии: 1993, 1994
- Серебряный призёр чемпионата Латвии: 1998, 1999
- Бронзовый призёр чемпионата Латвии: 2000, 2001
- Обладатель Кубка Латвии: 1996
- Серебряный призёр чемпионата Словакии: 2002/03